# Заліська сільська рада (Тальнівський район)
Залі́ська сільська́ ра́да — адміністративно-територіальна одиниця та орган місцевого самоврядування в Тальнівському районі Черкаської області. Адміністративний центр — село Заліське.

## Загальні відомості
- Населення ради: 850 осіб (станом на 2001 рік)

## Населені пункти
Сільській раді були підпорядковані населені пункти:
- с. Заліське

## Склад ради
Рада складалася з 14 депутатів та голови.
- Голова ради: Сусла Галина Петрівна
- Секретар ради: Кулик Таміла Петрівна

### Керівний склад попередніх скликань
| Прізвище, ім'я, по батькові | Основні відомості                                                               | Дата обрання | Дата звільнення |
| --------------------------- | ------------------------------------------------------------------------------- | ------------ | --------------- |
| Шлянчак Валерій Іванович    | Сільський голова, 1966 року народження, безпартійний                            | 26.03.2006   | 30.07.2008      |
| Сусла Галина Петрівна       | Сільський голова, 1957 року народження, освіта середня спеціальна, позапартійна | 15.03.2009   | 31.10.2010      |
| Сусла Галина Петрівна       | Сільський голова, 1957 року народження, освіта середня спеціальна, позапартійна | 31.10.2010   |                 |

Примітка: таблиця складена за даними сайту Верховної Ради України

### Депутати
За результатами місцевих виборів 2010 року депутатами ради стали:

#### За суб'єктами висування
| Суб'єкт висування           | Кількість обраних депутатів | %    |
| --------------------------- | --------------------------- | ---- |
| Самовисування               | 9                           | 64,3 |
| Комуністична партія України | 3                           | 21,4 |
| Партія регіонів             | 2                           | 14,3 |

#### За округами
| № округу                    | Прізвище, ім'я, по батькові  | Дата визнання обраним | Освіта             | Партійна приналежність            | Відомості про обраного депутата            |
| --------------------------- | ---------------------------- | --------------------- | ------------------ | --------------------------------- | ------------------------------------------ |
| Комуністична партія України |                              |                       |                    |                                   |                                            |
| 6                           | Смілянець Павло Васильович   | 02.11.2010            | середня            | член Комуністичної партії України | Фірма СТОВ "Кореунь, комірник              |
| 11                          | Романенко Василь Петрович    | 02.11.2010            | середня            | член Комуністичної партії України | Заліська школа, кочегар                    |
| 12                          | Романеко Катерина Дмитрівна  | 02.11.2010            | середня            | член Комуністичної партії України | тимчасово не працює                        |
| Партія регіонів             |                              |                       |                    |                                   |                                            |
| 3                           | Балака Святослав Васильович  | 02.11.2010            | середня            | позапартійний                     | тимчасово не працює                        |
| 5                           | Кулик Таміла Петрівна        | 02.11.2010            | середня            | позапартійна                      | Заліська сільська рада, секретар виконкому |
| Самовисування               |                              |                       |                    |                                   |                                            |
| 1                           | Підгірна Валентина Іванівна  | 02.11.2010            | середня            | позапартійна                      | Заліська сільська рада, землевпорядник     |
| 2                           | Грабовий Іван Іванович       | 02.11.2010            | середня спеціальна | позапартійний                     | Філія СТОВ «Корсунь», механізатор          |
| 4                           | Шевченко Ольга Степанівна    | 02.11.2010            | середня            | позапартійна                      | Дитячий садок, завідувачка                 |
| 7                           | Шлянчак Лідія Олексівна      | 02.11.2010            | середня            | позапартійна                      | медамбулаторія, фельдшер                   |
| 8                           | Агавердієва Надія Миколаївна | 02.11.2010            | середня            | позапартійна                      | тимчасово не працює                        |
| 9                           | Костенко Микола Миколайович  | 02.11.2010            | середня            | позапартійний                     | Філія СТОВ «Кореунь», електрик             |
| 10                          | Шлянчак Тетяна Василівна     | 02.11.2010            | середня            | позапартійна                      | Заліська сільська рада, бухгалтер          |
| 13                          | Стежкова Антоніна Євтухівна  | 02.11.2010            | вища               | позапартійна                      | Заліська школа, вчитель математики         |
| 14                          | Поєдинок Петро Іванович      | 02.11.2010            | середня            | позапартійний                     | тимчасово не працює                        |